# الوارادو، تولیما
الوارادو، تولیما (به اسپانیایی: Alvarado, Tolima) یک سکونتگاه مسکونی در کلمبیا است که در بخش تولیما واقع شده‌است.